# يلينا رومانوفا
يلينا رومانوفنا (الروسية: Романова, Елена Николаевна) هي عداءة مسافات طويلة ومتوسطة روسية، ولدت في 20 مارس 1963 في فارونيش في روسيا، وتوفيت في 28 يناير 2007 في فولغوغراد في روسيا. أبرز إنجازاتها هو فوزها بالميدالية الذهبية في دورة الألعاب الأولمبية الصيفية 1992 في برشلونة في سباق 3000 متر وفازت بالميدالية الفضية بنفس السباق في بطولة العالم لألعاب القوى 1991 في طوكيو، وفازت بالميدالية الذهبية في بطولة أوروبا لألعاب القوى 1990 في سبليت في يوغوسلافيا. أفضل رقم سجلته هو 8:36.06 دقيقة في بطولة العالم 1991 حيث فازت حينها بالميدالية الفضية.

## وصلات خارجية
- يلينا رومانوفا على موقع الاتحاد الدولي لألعاب القوى (الإنجليزية)
- يلينا رومانوفا على موقع أوليمبيديا (الإنجليزية)